# Chemnitzer PSV
Maillots
Le Chemnitzer PSV est un club sportif allemand localisé à Chemnitz, dans la Saxe.
Avec plus de 1.600 membres, le club est le deuxième plus important de la ville. Outre le Football, il comporte différentes sections dont le Handball, le Hockey et le Volley-ball.

## Histoire
Le club fut fondé le 16 août 1920 par des membres de la police de Chemnitz. À l’époque, le cercle proposa des sections de Football et de Handbal.
Le club se mit en évidence dans les années 1930. Il remporta le titre de la région Centre en 1932. Cela lui permit de prendre part au tour final du championnat national en battant Dresdner SC en finale (3-2). Il franchit le premier tour en éliminant, à Brunswick, Beuthen 09 (5-1). Il s’arrêta en quarts de finale, à Leipzig, contre le FC Bayern München (2-3).
L’année suivante, le PSV Chemnitz perdit la finale (1-3) du championnat de la Verbandes Mitteldeutschland Ballspielvereine (VMBV) contre Dresdner SC. Lors de la phase finale du championnat national, il s’inclina lourdement à Francfort/Main contre le FSV Frankfurt (6-1).
Après l’arrivée au pouvoir des Nazis, en 1933, les compétitions de football furent réformées. Le PSV Chemnitz fut alors versé dans la Gauliga Sachsen. Le cercle y gagna deux fois le titre et participa autant de fois à la phase finale du Championnat national
À partir de 1934, le PSV Chemnitz s’installa à la Planitzstrasse sur le site de l’actuel Stadion an der Gellertstrasse.
Lors du tour final du championnat national 1934-1935, le cercle remporta un groupe de 4 devant le Hertha Berlin puis fut battu en demi-finales par le FC Schalke 04 (3-2) au Rheinstadion de Düsseldorf. L’année suivante, il finit 2e d’un groupe de 4 derrière Schalke.
À partir de 1942, le club fut renommé SG OrPo Chemnitz. Le cercle fut relégué de la Gauliga Sachsen en 1943, il gagna le droit d’y remonter après une saison mais les compétitions de la saison 1944-1945 furent interrompues.
Après la fin de la Seconde Guerre mondiale, la localité de Chemnitz se retrouva dans la zone soviétique puis en RDA. Le club fut reconstitué en 1948 sous la dénomination SG Polizei Chemnitz. L'année suivante, il devint le Volkspolizei-Sportgemeinschaft Chemnitz (VPSG Chemnitz). Le club connut l’existence des cercles sportifs est-allemands et donc de ceux de la DFV, la fédération est-allemande de football. Il changea plusieurs fois d’appellation selon les humeurs de dirigeants communistes. En mars 1953, le cercle devint le SV Dynamo Volkpolizei Chemnitz (SVDVP Chemnitz)puis le mois suivant le SG Dynamo Chemnitz. En mai, la ville est renommée Karl-Marx-Stadt, le club devint alors le SG Dynamo Karl-Marx-Stadt.
Ce fut sous cette appellation qu'il battit le Real Madrid (5-2) en Coupe d’Europe (avec trois buts d’Erwin Helmchen).
Après la réunification allemande, le 12 juillet 1990, le cercle fut reconstitué son appellation de Chemnitzer Polizei SV.

## Palmarès
- Champion de la Verbandes Mitteldeutschland Ballspielvereine (VMBV): 1932.
- vice-champion de la Verbandes Mitteldeutschland Ballspielvereine (VMBV): 1933.
- Champion de la Gauliga Sachsen: 1935, 1936.

- Vainqueur de la Sachsen Pokal: 1935.

## Joueur connu
- Ernst Willimowski  International polonais et International allemand.